# Opieka perinatalna

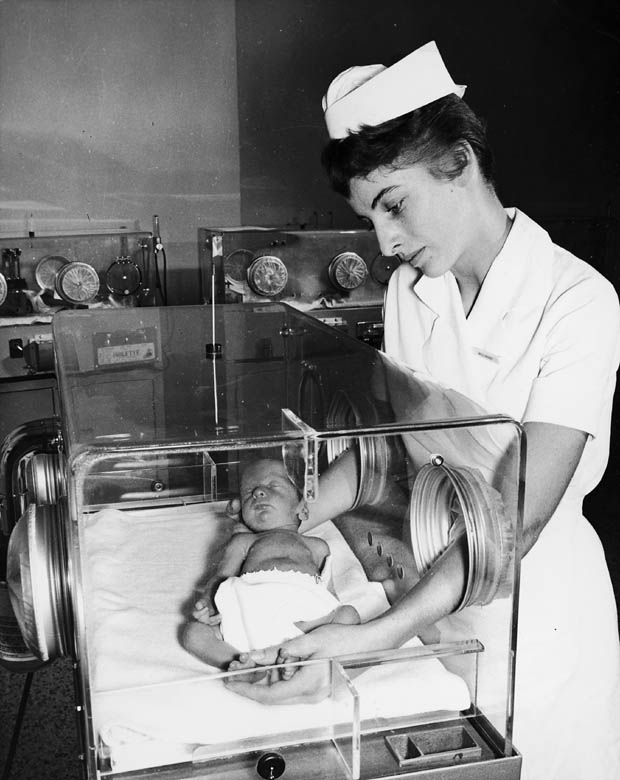
Kanadyjska opieka pielęgniarska nad noworodkiem w 1955 r.

Opieka perinatalna – wielodyscyplinarne  działanie, którego  celem  jest  zapewnienie  opieki  medycznej  wraz z promocją zdrowia i postępowaniem leczniczym  w okresie przedkoncepcyjnym, podczas ciąży, porodu i połogu poprzez  wczesne  rozpoznawanie  zagrożeń  dla  matki  i/lub  dla  płodu. Sprawowana jest głównie przez lekarzy specjalistów perinatologów i neonatologów oraz wykwalifikowane położne.
Obejmuje: 
- planowanie rodziny
- opiekę prekoncepcyjną (sprzyjającą zajściu w ciążę)
- opiekę przedporodową
- opiekę śródporodową
- opiekę poporodową
- opiekę nad noworodkami i niemowlętami do pierwszego roku życia

## Cele opieki perinatalnej
Do ogólnych celów opieki perinatalnej należą:
- obniżenie  umieralności okołoporodowej kobiet
- obniżenie wskaźnika umieralności niemowląt do wartości poniżej 10/1000 żywych urodzeń
- zmniejszenie wskaźnika wcześniactwa
- zapewnienie pacjentom równego dostępu do opieki medycznej[3]

Cele szczegółowe:
- edukacja w okresie przedkoncepcyjnym, ciąży oraz połogu
- badania skriningowe
- ocena czynników ryzyka wystąpienia powikłań

## Opieka perinatalna w Polsce

### Ogólnopolski Program Poprawy Opieki Perinatalnej
Powstał w 1993 roku w zakresie Programu Polityki Zdrowotnej Ministerstwa Zdrowia i Polityki Społecznej. Jego głównym celem było „Zapobieganie występowaniu i skutkom wcześniactwa oraz małej masie urodzeniowej ciała”. Poprawa opieki zachodziła sukcesywnie. Do programu dołączały się ośrodki akademickie, w których tworzono ośrodki trzeciego poziomu opieki perinatalnej oraz intensywnego nadzoru neonatologicznego.

### System trójstopniowej opieki perinatalnej
W Polsce został wprowadzony w 1995 roku decyzją Ministerstwa Zdrowia i Opieki Społecznej. 
Poziomy zapewniające stacjonarną opiekę perinatalną:
- I poziom opieki perinatalnej – poziom opieki perinatalnej zapewniający opiekę perinatalną nad fizjologicznie przebiegającą ciążą, porodem i połogiem oraz zdrowym noworodkiem, a także krótkotrwałą opiekę nad niespodziewanie występującą patologią ciąży[6]. Realizują ją np. szpitale powiatowe.
- II poziom opieki perinatalnej – poziom opieki perinatalnej zapewniający opiekę nad patologią ciąży średniego stopnia[6]. Realizują ją np. szpitale wojewódzkie.
- III poziom opieki perinatalnej – poziom opieki perinatalnej zapewniający opiekę nad najcięższą patologią ciąży[6]. Realizują ją m.in. specjalistyczne kliniki, szpitale akademickie.